# Platysenta indecisa
Platysenta indecisa là một loài bướm đêm trong họ Noctuidae.